# رون وليامز
رون وليامز (بالإنجليزية: Ron Williams)‏ (و. 1942 – م) هو ممثل، ومقدم برامج، وممثل صوت، وكاتب سيناريو، ومغني، من الولايات المتحدة الأمريكية، ولد في أوكلاند، كاليفورنيا.

## جوائز
حصل على جوائز منها:
- صليب وسام الاستحقاق من جمهورية ألمانيا الاتحادية.

## وصلات خارجية
- رون وليامز على موقع IMDb (الإنجليزية)
- رون وليامز على موقع مونزينجر (الألمانية)
- رون وليامز على موقع ميوزك برينز (الإنجليزية)
- رون وليامز على موقع ديسكوغز (الإنجليزية)
- رون وليامز على موقع ديسكوغز (الإنجليزية)
- رون وليامز على موقع قاعدة بيانات الفيلم (الإنجليزية)
- رون وليامز على موقع كينوبويسك (الروسية)